# Luboš Motl

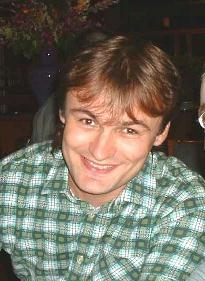
Luboš Motl

Luboš Motl (nascido em 1973) é um físico teórico tcheco que trabalha com a teoria das supercordas e com os problemas conceptuais da gravidade quântica. Ele nasceu em Plzeň. Fez seu mestrado na Universidade Carlos, em Praga, e seu doutorado na Rutgers University e foi Harvard Junior Fellow (2001-2004) na Harvard University onde agora é professor assistente (2004-2007).
Junto com Robbert Dijkgraaf, Erik Verlinde e Herman Verlinde, é co-fundador da Teoria da matriz de cordas, uma definição não-perturbativa da teoria das supercordas. Recentemente trabalhou com o limite das ondas-pp na correspondência AdS/CFT, a teoria dos twistors e suas aplicações na Teoria do Calibre com supersimetria, termodinâmica de buracos negros e a relevância conjecturada dos modos quase-normais para a gravidade quântica em loop, desconstrução e outros tópicos. Ele tem uma certa presença na Internet, onde ele muitas vezes participa de debates acalorados favorecendo a teoria das supercordas sobre a gravidade quântica em loop. Junto com Urs Schreiber e Arvind Rajaraman, ele é um co-fundador e moderador do grupo de notícias sci.physics.strings.
Motl traduziu "O Universo Elegante", de Brian Greene para o tcheco, e junto com Miloš Zahradník, ele co-escreveu um livro técnico em tcheco  sobre Álgebra linear (We Grow Linear Algebra).

## Outros interesses
Luboš Motl era bastante conhecido na comunidade BBS Liane nos anos 90 por suas poesias e seus posts no painel CzLove.
Motl é bastante ativo em vários forums de discussão na República Tcheca. Um grande número de posts sobre suas opiniões políticas deram a Motl uma má reputação naquele país, onde alguns o consideram um troll.